# Февральське (Краснознаменський район)
Февральське (рос. Февральское) — селище Краснознаменського району, Калінінградської області Росії. Входить до складу Краснознаменського міського округу.
Населення —  189 осіб (2015 рік). 

## Населення
| 2002 | 2010 |
| ---- | ---- |
| 194  | ↘189 |